# Mistrzostwa Europy w Lekkoatletyce 1966
VIII Mistrzostwa Europy w Lekkoatletyce rozgrywane były w dniach 30 sierpnia – 4 września 1966 w Budapeszcie na Népstadionie.

## Mężczyźni

### Konkurencje biegowe
| konkurencja                                    | złoto                                                                           | złoto      | srebro                                                                     | srebro  | brąz                                                                          | brąz    |
| ---------------------------------------------- | ------------------------------------------------------------------------------- | ---------- | -------------------------------------------------------------------------- | ------- | ----------------------------------------------------------------------------- | ------- |
| Bieg na 100 metrów (szczegóły)                 | Wiesław Maniak · Polska                                                         | 10,5       | Roger Bambuck · Francja                                                    | 10,5    | Claude Piquemal · Francja                                                     | 10,5    |
| Bieg na 200 metrów (szczegóły)                 | Roger Bambuck · Francja                                                         | 20,9       | Marian Dudziak · Polska                                                    | 21,0    | Jean-Claude Nallet · Francja                                                  | 21,0    |
| Bieg na 400 metrów (szczegóły)                 | Stanisław Grędziński · Polska                                                   | 46,0       | Andrzej Badeński · Polska                                                  | 46,2    | Manfred Kinder · RFN                                                          | 46,3    |
| Bieg na 800 metrów (szczegóły)                 | Manfred Matuschewski · NRD                                                      | 1:45,9 CR  | Franz-Josef Kemper · RFN                                                   | 1:46,0  | Bodo Tümmler · RFN                                                            | 1:46,3  |
| Bieg na 1500 metrów (szczegóły)                | Bodo Tümmler · RFN                                                              | 3:41,9     | Michel Jazy · Francja                                                      | 3:42,2  | Harald Norpoth · RFN                                                          | 3:42,4  |
| Bieg na 5000 metrów (szczegóły)                | Michel Jazy · Francja                                                           | 13:42,8 CR | Harald Norpoth · RFN                                                       | 13:44,0 | Bernd Dießner · NRD                                                           | 13:47,8 |
| Bieg na 10 000 metrów (szczegóły)              | Jürgen Haase · NRD                                                              | 28:26,0 CR | Lajos Mecser · Węgry                                                       | 28:27,0 | Łeonid Mykytenko · ZSRR                                                       | 28:32,2 |
| Maraton (szczegóły)                            | Jim Hogan · Wielka Brytania                                                     | 2:20:04    | Aurèle Vandendriessche · Belgia                                            | 2:21:43 | Gyula Tóth · Węgry                                                            | 2:22:02 |
| Bieg na 110 metrów przez płotki (szczegóły)    | Eddy Ottoz · Włochy                                                             | 13,7       | Hinrich John · RFN                                                         | 14,0    | Marcel Duriez · Francja                                                       | 14,0    |
| Bieg na 400 metrów przez płotki (szczegóły)    | Roberto Frinolli · Włochy                                                       | 49,8       | Gerd Loßdörfer · RFN                                                       | 50,3    | Robert Poirier · Francja                                                      | 50,5    |
| Bieg na 3000 metrów z przeszkodami (szczegóły) | Wiktor Kudinski · ZSRR                                                          | 8:26,6 CR  | Anatolij Kurjan · ZSRR                                                     | 8:28,0  | Gaston Roelants · Belgia                                                      | 8:28,8  |
| Sztafeta 4 × 100 metrów (szczegóły)            | Francja · Marc Berger · Jocelyn Delecour · Claude Piquemal · Roger Bambuck      | 39,4 CR    | ZSRR · Edwin Ozolin · Amin Tujakow · Borys Sawczuk · Nikołaj Iwanow        | 39,8    | RFN · Hans-Jürgen Felsen · Gert Metz · Dieter Enderlein · Manfred Knickenberg | 39,8    |
| Sztafeta 4 × 400 metrów (szczegóły)            | Polska · Jan Werner · Edmund Borowski · Stanisław Grędziński · Andrzej Badeński | 3:04,5 CR  | RFN · Friedrich Roderfeld · Jens Ulbricht · Rolf Krüsmann · Manfred Kinder | 3:04,8  | NRD · Jochen Both · Günter Klann · Michael Zerbes · Wilfried Weiland          | 3:05,7  |
| Chód na 20 kilometrów (szczegóły)              | Dieter Lindner · NRD                                                            | 1:29:25    | Wołodymyr Hołubnyczy · ZSRR                                                | 1:30:06 | Mykoła Smaha · ZSRR                                                           | 1:30:18 |
| Chód na 50 kilometrów (szczegóły)              | Abdon Pamich · Włochy                                                           | 4:18:42    | Giennadij Agapow · ZSRR                                                    | 4:20:01 | Ołeksandr Szczerbyna · ZSRR                                                   | 4:20:47 |

### Konkurencje techniczne
| konkurencja                | złoto                         | złoto    | srebro                        | srebro | brąz                       | brąz  |
| -------------------------- | ----------------------------- | -------- | ----------------------------- | ------ | -------------------------- | ----- |
| Skok wzwyż (szczegóły)     | Jacques Madubost · Francja    | 2,12     | Robert Sainte-Rose · Francja  | 2,12   | Wałerij Skworcow · ZSRR    | 2,09  |
| Skok o tyczce (szczegóły)  | Wolfgang Nordwig · NRD        | 5,10 CR  | Christos Papanikolau · Grecja | 5,05   | Hervé d’Encausse · Francja | 5,00  |
| Skok w dal (szczegóły)     | Lynn Davies · Wielka Brytania | 7,98     | Igor Ter-Owanesian · ZSRR     | 7,88   | Jean Cochard · Francja     | 7,88  |
| Trójskok (szczegóły)       | Georgi Stojkowski · Bułgaria  | 16,67 CR | Hans-Jürgen Rückborn · NRD    | 16,66  | Henrik Kalocsai · Węgry    | 16,59 |
| Pchnięcie kulą (szczegóły) | Vilmos Varjú · Węgry          | 19,43 CR | Nikołaj Karasiow · ZSRR       | 18,82  | Władysław Komar · Polska   | 18,68 |
| Rzut dyskiem (szczegóły)   | Detlef Thorith · NRD          | 57,42 CR | Hartmut Losch · NRD           | 57,34  | Lothar Milde · NRD         | 56,80 |
| Rzut młotem (szczegóły)    | Romuald Klim · ZSRR           | 70,02 CR | Gyula Zsivótzky · Węgry       | 68,62  | Uwe Beyer · RFN            | 67,28 |
| Rzut oszczepem (szczegóły) | Jānis Lūsis · ZSRR            | 84,48 CR | Władysław Nikiciuk · Polska   | 81,76  | Gergely Kulcsár · Węgry    | 80,54 |
| Dziesięciobój (szczegóły)  | Werner von Moltke · RFN       | 7740     | Jörg Mattheis · RFN           | 7614   | Horst Beyer · RFN          | 7562  |

## Kobiety

### Konkurencje biegowe
| konkurencja                                | złoto                                                                                  | złoto   | srebro                                                              | srebro | brąz                                                                         | brąz   |
| ------------------------------------------ | -------------------------------------------------------------------------------------- | ------- | ------------------------------------------------------------------- | ------ | ---------------------------------------------------------------------------- | ------ |
| Bieg na 100 metrów (szczegóły)             | Ewa Kłobukowska · Polska                                                               | 11,5    | Irena Kirszenstein · Polska                                         | 11,5   | Karin Frisch · RFN                                                           | 11,8   |
| Bieg na 200 metrów (szczegóły)             | Irena Kirszenstein · Polska                                                            | 23,1 CR | Ewa Kłobukowska · Polska                                            | 23,4   | Wira Popkowa · ZSRR                                                          | 23,7   |
| Bieg na 400 metrów (szczegóły)             | Anna Chmelková · Czechosłowacja                                                        | 52,9 CR | Antónia Munkácsi · Węgry                                            | 53,9   | Monique Noirot · Francja                                                     | 54,0   |
| Bieg na 800 metrów (szczegóły)             | Vera Nikolić · Jugosławia                                                              | 2:02,8  | Zsuzsa Szabó · Węgry                                                | 2:03,1 | Antje Gleichfeld · RFN                                                       | 2:03,7 |
| Bieg na 80 metrów przez płotki (szczegóły) | Karin Balzer · NRD                                                                     | 10,7    | Karin Frisch · RFN                                                  | 10,7   | Elżbieta Bednarek · Polska                                                   | 10,7   |
| Sztafeta 4 × 100 metrów (szczegóły)        | Polska · Elżbieta Bednarek · Danuta Straszyńska · Irena Kirszenstein · Ewa Kłobukowska | 44,4 CR | RFN · Renate Meyer · Hannelore Trabert · Karin Frisch · Jutta Stöck | 44,5   | ZSRR · Wira Popkowa · Wałentyna Bolszowa · Ludmiła Samotiosowa · Renāte Lāce | 44,6   |

### Konkurencje techniczne
| konkurencja                | złoto                        | złoto    | srebro                   | srebro | brąz                     | brąz  |
| -------------------------- | ---------------------------- | -------- | ------------------------ | ------ | ------------------------ | ----- |
| Skok wzwyż (szczegóły)     | Taisija Czenczik · ZSRR      | 1,75     | Ludmyła Komlewa · ZSRR   | 1,73   | Jarosława Bieda · Polska | 1,71  |
| Skok w dal (szczegóły)     | Irena Kirszenstein · Polska  | 6,55 CR  | Diana Jorgowa · Bułgaria | 6,45   | Helga Hoffmann · RFN     | 6,38  |
| Pchnięcie kulą (szczegóły) | Nadieżda Cziżowa · ZSRR      | 17,22    | Margitta Gummel · NRD    | 17,05  | Marita Lange · NRD       | 16,96 |
| Rzut dyskiem (szczegóły)   | Christine Spielberg · NRD    | 57,76 CR | Liesel Westermann · RFN  | 57,38  | Anita Hentschel · NRD    | 56,80 |
| Rzut oszczepem (szczegóły) | Marion Lüttge · NRD          | 58,74 CR | Mihaela Peneș · Rumunia  | 56,94  | Walentyna Popowa · ZSRR  | 56,70 |
| Pięciobój (szczegóły)      | Walentina Tichomirowa · ZSRR | 4787     | Heide Rosendahl · RFN    | 4765   | Inge Exner · NRD         | 4713  |

## Klasyfikacja medalowa
| Pozycja | Kraj            | Złoto | Srebro | Brąz | Suma |
| ------- | --------------- | ----- | ------ | ---- | ---- |
| 1       | NRD             | 8     | 3      | 6    | 17   |
| 2       | Polska          | 7     | 5      | 3    | 15   |
| 3       | ZSRR            | 6     | 7      | 7    | 20   |
| 4       | Francja         | 4     | 3      | 7    | 14   |
| 5       | Włochy          | 3     | 0      | 0    | 3    |
| 6       | RFN             | 2     | 10     | 9    | 21   |
| 7       | Wielka Brytania | 2     | 0      | 0    | 2    |
| 8       | Węgry           | 1     | 4      | 3    | 8    |
| 9       | Bułgaria        | 1     | 1      | 0    | 2    |
| 10      | Czechosłowacja  | 1     | 0      | 0    | 1    |
| –       | Jugosławia      | 1     | 0      | 0    | 1    |
| 12      | Belgia          | 0     | 1      | 1    | 2    |
| 13      | Grecja          | 0     | 1      | 0    | 1    |
| –       | Rumunia         | 0     | 1      | 0    | 1    |

## Objaśnienia skrótów
WR – rekord świata
ER – rekord Europy
CR – rekord mistrzostw Europy